# Ману (мозамбикский футболист)
Цельсо Халилу де Абдул (порт. Celso Halilo de Abdul; род. 28 апреля 1984, Шаи-Шаи) — мозамбикский футболист, защитник клуба «Дешпортиву ди Мапуту».

## Клубная карьера
Профессиональную карьеру начал в 2000 году в «Дешпортиву ди Мапуту». С 2004 по 2006 год выступал за кувейтский «Аль-Сахель». Также 6 матчей в 2006 году сыграл за египетский клуб «Эль-Гуна». Следующие 8 лет провёл, защищая цвета «ЕНППИ». В 2014 году вернулся в «Эль-Гуну».

## Карьера за сборную
Ману был включен в состав сборной Мозамбика на Кубок африканских наций 2010 в Анголе, на котором он все три матча провёл на скамейке запасных. Играл в матчах розыгрыша Кубка КОСАФА 2002, 2003, 2004, 2005, 2006, 2018.

### Гол за сборную
| Дата          | Место                  | Соперник     | Счет | Результат | Турнир                   |
| ------------- | ---------------------- | ------------ | ---- | --------- | ------------------------ |
| 24 марта 2007 | Уагадугу, Буркина-Фасо | Буркина-Фасо | 1–0  | 1–1       | Квалификация на КАН 2008 |